# Torre Civica (Pavia)
Die Torre Civica in Pavia wurde im 11. Jahrhundert erbaut. Am 17. März 1989 stürzte der Turm aus noch unbekannten Gründen ein. Seither erinnert nur der übrig gebliebene Sockel und ein Gedenkstein an das ehemalige Wahrzeichen Pavias.

## Geschichte
Der Turm wurde im 11. Jhd. von dem paveser Bischof Guglielmo d'Este erbaut, entweder als Glockenturm der zwei Kirchen Santa Maria del Popolo und Santo Stefano, die im 15. Jhd. abgerissen und ab 1488 durch den heutigen Dom von Pavia ersetzt wurden, oder als Symbol der Verbindung zwischen dem Bischof und den Bürgern von Pavia.
Die zweite Hälfte des 11. Jhds. war in der Tat eine Zeit des Übergangs: Die kommunale Autonomie nahm langsam Gestalt an. Die höchste städtische Autorität war der Bischof, wie auch in anderen Städten Oberitaliens.
Im 12. Jahrhundert, mit dem gewachsenen städtischen Selbstbewusstsein, wurde mit dem Bau des Broletto, dem Sitz der städtischen Organe, begonnen. Dieser wurde am Standort des früheren Bischofspalastes errichtet. Broletto und Torre Civica lagen sehr nahe beieinander, so dass im Laufe des 12. Jhds. die Kommune die Kontrolle über den Turm übernahm.
Die Glocken des Turms hatten sowohl eine religiöse Funktion wurden aber auch für "profane" Signale benutzt. Laut dem Chronist Opicinus de Canistris wurde eine spezielle Glocke nur geläutet, um die Ritter zu den Waffen zu rufen. Weitere Glocken waren zumindest ab 1414 für die Mitglieder des Stadtrats beziehungsweise für die Studenten der Universität bestimmt.
Erbaut auf einer quadratischen Grundfläche von 12,3 auf 12,3 Metern erreichte er eine Höhe von 78 Metern, mit einer Mauernstärke von 1,4 Metern.
Zwischen 1583 und 1585 erweiterte der Architekt Pellegrino Tibaldi den Turm um eine Glockenzelle mit Steinen aus Angera, die die Glocken des benachbarten Doms aufnahmen, bis diese in einen dedizierten Glockenturm überführt wurden.
Das Erdgeschoss des Turms wurde zwischen dem Ende des 16. und dem 17. Jhd. als Amt für Gewichte und Maße genutzt.
Im Jahr 1402 bekam die Torre Civica eine große Uhr, die mit jeder vollen Stunde eine dafür bestimmte Glocke läuten ließ. Diese Uhr wurde 1621 und danach 1710 erneuert. Im Gegensatz zu anderen Uhren in Italien besaß diese in Pavia von Anfang an ein zwölfstündiges Ziffernblatt, während an anderen Orten traditionell die Stunden von 1 bis 24 gezählt wurden, so dass 1786, als Joseph II. alle Uhren im Reich auf zwölf Stunden vereinheitlichen ließ, die Uhr der Torre Civica nicht angepasst werden musste.
Der Turm und seine unmittelbare Umgebung war mehrfach Gegenstand archäologischer Untersuchungen von 1972 bis 1983. Die Ausgrabungen ergaben, dass der Turm im späten 11. und frühen 12. Jahrhundert als Bauhütte für die beiden benachbarten Kirchen genutzt wurde. Es wurden Eisen-, Blei- und Bronzeschlacke, Glasreste (für die Glasfenster der Kirchen) und große Mengen von Mosaikfliesen gefunden. Später befand sich im Inneren des Turms eine Glockengießerwerkstatt (datiert auf die erste Hälfte des 14. Jahrhunderts), die noch 1415 und zwischen 1530 und 1554 in Betrieb war.
Der Turm war mit einer großen Zahl von Keramikbecken aus ägyptischer und maghrebinischer Produktion aus dem 11. und 12. Jhd. geschmückt. Einige dieser Keramikverzierungen wurden nach dem Einsturz des Turmes gerettet und werden in den Musei Civici aufbewahrt, während die große, bronzene Glocke des Turms, die im 16. Jhd. in Pavia gegossen wurde, im Innenhof des Broletto ausgestellt wird.

## Der Einsturz

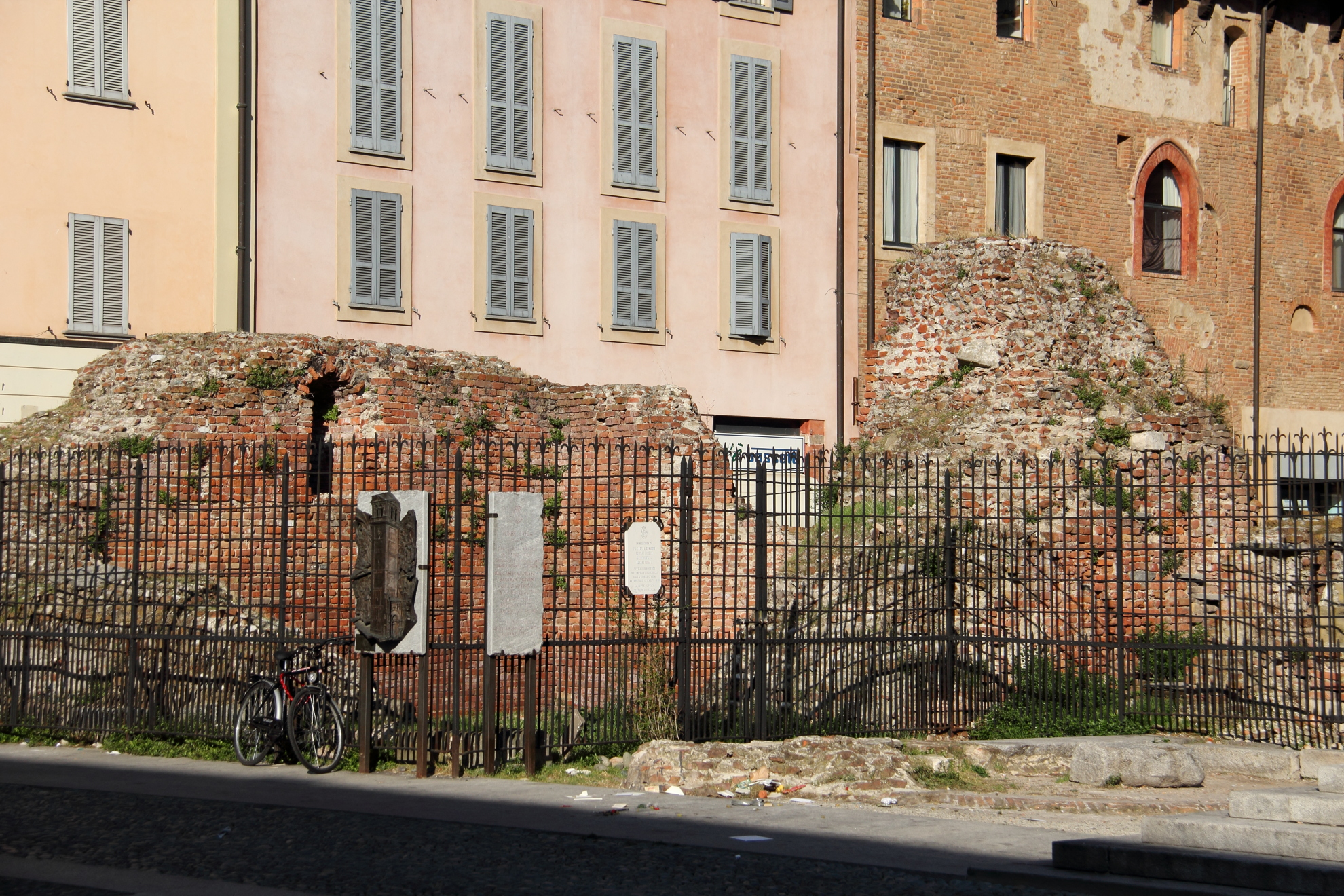
Die Ruinenreste der Torre Civica (2012)

Am Freitag, dem 17. März 1989, um 8 Uhr 55 brach der Turm ohne Vorwarnung vollständig zusammen und hinterließ 8 000 m³ Schutt aus Ziegel- und Granitsplitter und Sand. Der Einsturz, dessen Ursache nie geklärt wurde, forderte vier Todesopfer und 15 Verletzte.
Am 20. Oktober 1994 legte der damalige Kunstkritiker und Abgeordnete Vittorio Sgarbi (Forza Italia) zusammen mit anderen Kollegen der Abgeordnetenkammer einen Gesetzesvorschlag für den Aufbau des Turmes vor, in dem 10 Milliarden Lire bereitgestellt werden sollten.
Das Projekt wurde jedoch nicht verwirklicht, unter anderem aufgrund des Widerstands einiger Persönlichkeiten, darunter die Kunsthistorikerin Rossana Bossaglia und der damalige Bürgermeister von Pavia, Rodolfo Jannaccone (Lega Nord), weil es die Geschichte verfälsche.

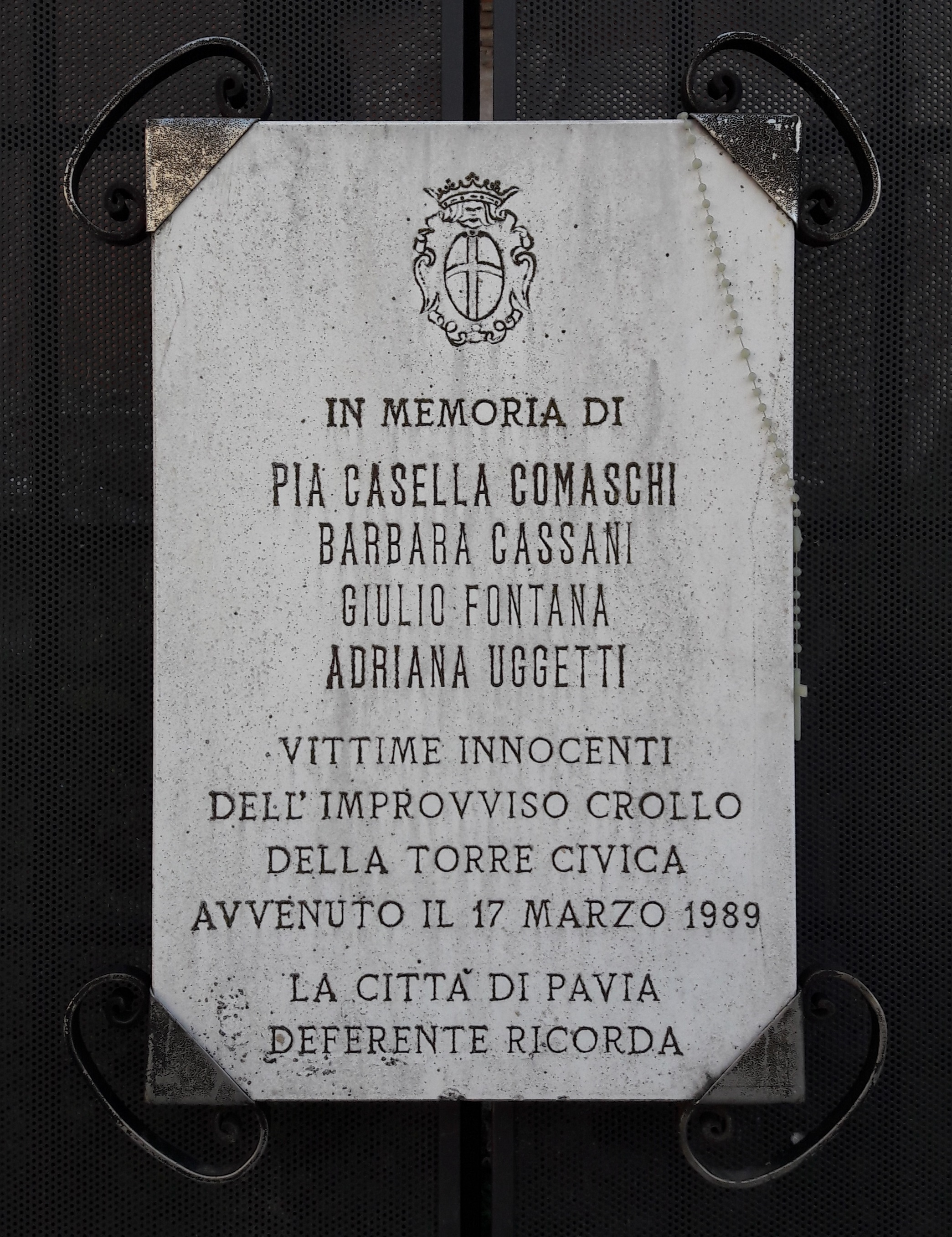
Gedenktafel für die Opfer des Einsturzes

Im selben Jahr wurde die Tafel „La Torre Civica e la sua storia“ (Die Torre Civica und ihre Geschichte) am die Überreste des Turms umgebenden Zaun angebracht, entworfen und ausgeführt vom Künstler Antonio Luigi De Paoli aus Pavia im Auftrag des Kiwanis Clubs Pavia.
Am 17. März 2014, also 25 Jahre nach dem Einsturz, wurde im Innern der Ruine eine Gedenkstätte für die Opfer eingeweiht, bestehend aus einem Wasserbecken und Spiegeln, die durch das Lichtspiel eine Idee von der Tiefe des Turms geben sollen.
Die steinernen Überreste des Turms wurden zum Teil am Ort des Einsturzes belassen, und zum Teil in den Graben des Castello Visconteo di Pavia verbracht, wo sie aufbewahrt werden.